# Michael Bowes-Lyon (18e comte de Strathmore et Kinghorne)
Michael Fergus Bowes-Lyon, 18e comte de Strathmore et Kinghorne (7 juin 1957 - 27 février 2016) appelé « Lord Glamis » (1972-1987) est un homme politique, militaire et pair britannique
Il est un cousin au deuxième degré, de la reine Élisabeth II et est généralement connu de la famille et des amis sous le nom de Mikey Strathmore.

## Famille
Lord Strathmore est le fils unique de Michael Bowes-Lyon (17e comte de Strathmore et Kinghorne), et de son épouse, Mary Pamela McCorquodale (née en 1932) . Il est un petit-neveu de la reine Elizabeth la reine mère et un cousin de la reine Elisabeth II.
Il fait ses études à la Sunningdale School, au Collège d'Eton, à l'Université d'Aberdeen et à l'Académie royale militaire de Sandhurst. Il est capitaine dans l'armée britannique (servant avec les gardes écossais). Il succède à son père en tant que 18e comte de Strathmore et Kinghorne en 1987.

## Mariage et enfants
Lord Strathmore s'est marié trois fois.
Le 14 novembre 1984, il épouse Isobel Charlotte Weatherall (née c. 1962), arrière-petite-fille de Henry Keswick et sœur de l'homme d'affaires Percy Weatherall, Tai-Pans de Jardine Matheson. Ils se séparent en 2003 et divorcent en 2005. Ils ont trois enfants:
- Simon Bowes-Lyon, 19e comte de Strathmore et Kinghorne (né le 18 juin 1986)
- L'hon. John Fergus Bowes-Lyon (né en 1988)
- L'hon. George Norman Bowes-Lyon (né en 1991)

Le 24 novembre 2005, au Château de Glamis il épouse le Dr Damaris E. Stuart-William, psychologue clinicien. Ils se séparent en 2007 et divorcent en 2008. Ils ont un enfant, un fils:
- L'hon. Toby Peter Fergus Bowes-Lyon (né en mars 2005) (légitimé lors du mariage de ses parents)

Le 4 août 2012, il épouse Karen Baxter, qui lui a survécu.